# 笹谷峠

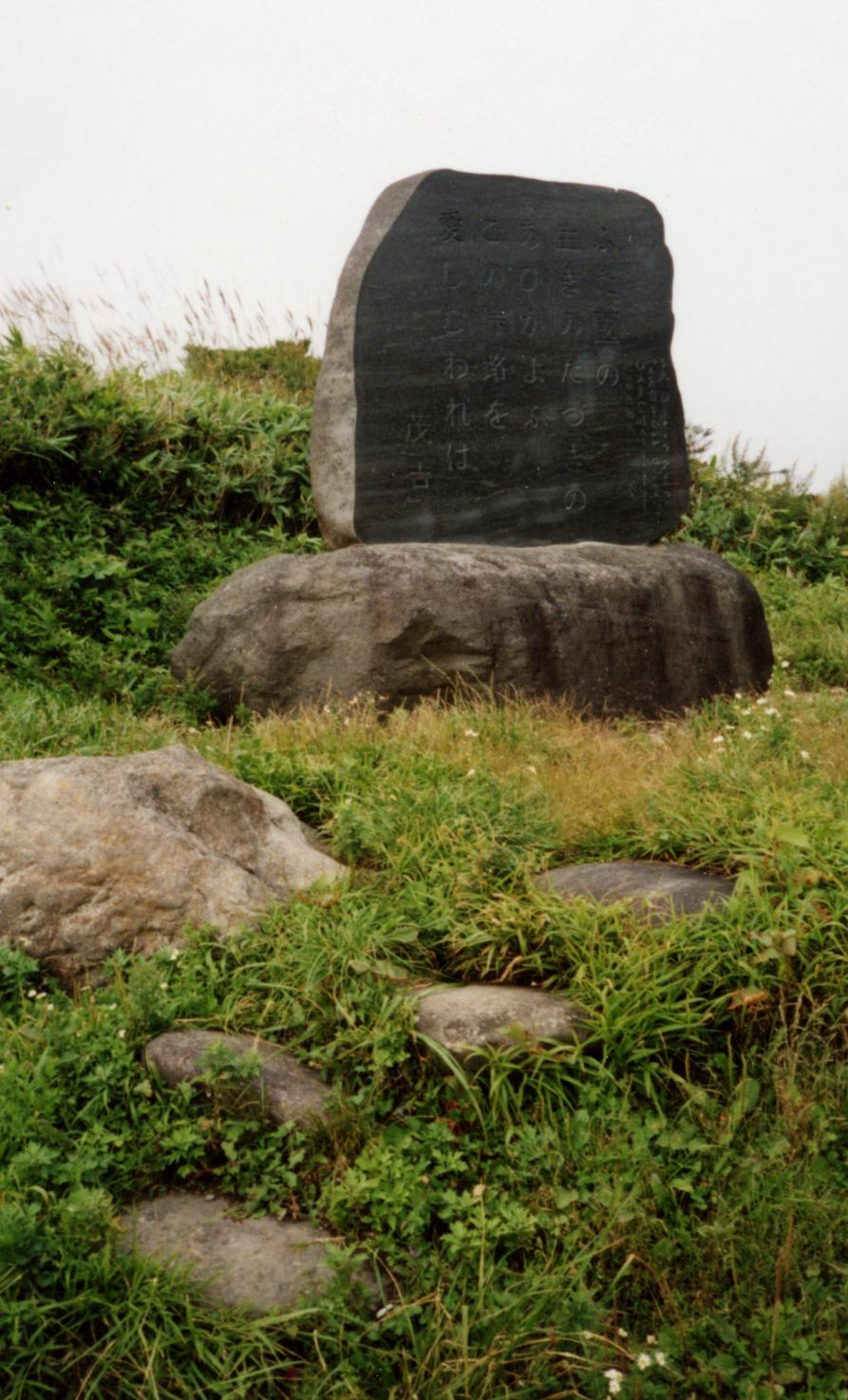
斎藤茂吉の歌碑

笹谷峠（ささやとうげ）は、宮城県と山形県とを結ぶ最古の峠である。標高906m。

## 歴史
延喜式において、多賀城（北緯38度18分23.8秒 東経140度59分18.2秒 / 北緯38.306611度 東経140.988389度）から秋田城（北緯39度44分25.1秒 東経140度4分45.2秒 / 北緯39.740306度 東経140.079222度）へと向かう道として開削されたと言われており、山形側の最上郷（現在の山形市域）に「最上駅」が置かれたとされているが、最上駅の場所について諸説あり遺構も見つかっていないことから、史実として確定していない。
平安時代になると、沿道の有耶無耶の関や阿古耶の松が歌に詠まれるようになり、文献的に当道の存在を確認することができる。「笹谷峠」は、阿古耶姫の悲恋伝説にまつわる「ささやき峠」が語源であると伝承されているが、伝説はフィクションであり、実際には笹が多い現地の植生によるものと考えられる。
江戸時代には仙台城（北緯38度15分11.6秒 東経140度51分22.9秒 / 北緯38.253222度 東経140.856361度）と山形城（北緯38度15分19秒 東経140度19分40.6秒 / 北緯38.25528度 東経140.327944度）を結ぶ最も主要なルートであり、「笹谷街道」と呼ばれ、参勤交代にも使われた。山形藩領では関沢（関根とも）に番所が置かれた。仙台藩領では川崎宿（現在の川崎町川崎、北緯38度10分32.1秒 東経140度38分37秒）で2つに分岐し、宮宿（現在の蔵王町宮、北緯38度2分31.4秒 東経140度39分4.9秒）で奥州街道（現在の国道4号）に至るルート（明治期以降は「羽前街道」と呼ばれる）と、仙台城の城下町とコナーベーションしていた長町宿（北緯38度13分45.7秒 東経140度53分5秒 / 北緯38.229361度 東経140.88472度）に至るルートとがあった（後者は一部を二口街道と重複）。
1893年（明治26年）に山形県側、1895年（明治28年）に宮城県側が改修され、馬車の往来が可能になった。これが現在の国道286号に継承されている。

## 現状
国道286号が通っており、四輪自動車での通行も可能である。但し、現在はわずか1車線の狭隘区間で、車重と車長の制限があることに加え、冬期は閉鎖される。自動車用代替路として、峠の下を貫通する山形自動車道の笹谷トンネルがある。1994年に宮城県側で起こった災害のため、2002年（平成14年）に復旧工事が終了するまでの8年間もの長期間、通行止めであった。
古来からの道は、宮城県側はひとつ南隣の尾根に、山形県側は現道を縫うような形で残っており、こちらは遊歩道として整備されている。
峠には明治・大正・昭和を生きた歌人斎藤茂吉の歌碑もある。峠から登山道を南に少し入った場所には、山形県立山形工業高等学校山岳部が管理する山小屋（通称「山工小屋」）があり、蔵王連峰縦走ルートにとって重要なポイントである。

## 関連作品
- 源俊頼「すぐせやな　名ぞいなむやの関をしも　へだてて人に　ねをなすからん」（散木奇歌集）
- 斎藤茂吉「ふた國の　生きのたづきの　あひかよふ　この峠路を　愛しむわれは」
- 西島三重子『笹谷峠』（歌謡曲。詞:佐藤順英、曲:西島三重子）